# 納粹飛碟

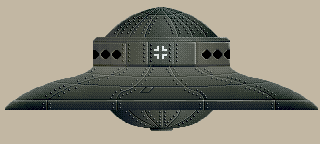
納粹飛碟的外型

納粹飛碟（英語：Nazi UFO）是知名的都市傳說之一。在第二次世界大戰期間，希特勒想對付盟軍令納粹德國扭轉敗局，下令納粹德國科學家秘密研製的一種圓碟形狀的飛行器。目前所有傳說內容全無可信證據證明其曾經存在過，也沒有任何國家官方證實，相關訊息皆具歷史傳說或都會傳說色彩。科學界對此傳說推測可能是曾有盟軍人員看到納粹研發機構中有一些圓形零件，又被告知這些零件與飛行實驗有關，事實上可能是類似直升機研發計畫的產物，經過大量穿鑿附會成為飛碟傳說。
此理論曾被Discovery拍成紀錄片《真實的飛碟》，而科幻電影《鐵幕蒼穹》也以此為主線。

## 外型
- 呈圓狀碟形
- 沒有機翼
- 帶有鐵十字標志
- 帶有納粹黨黨徽

## 傳說中的歷史
注意，以下內容均未獲得證實。

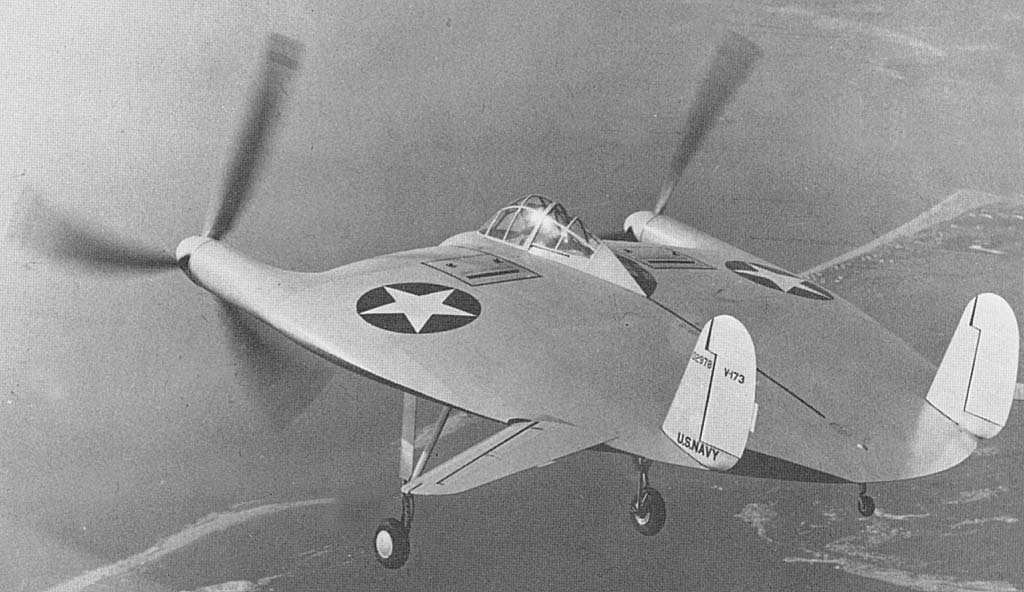
美國飛行薄餅V-173的外型

據傳說納粹德國很早就研究不明飛行物，受其啟發並試圖仿製。在1920年代末期，納粹德國成立一個名為「爆破手研究室-13」的秘密機構，任務目的是專門研究並測試碟形飛行器。1934年，納粹德國成功秘密製造出首款碟形飛行器RFC-1，並於同年年底推出推進動力系統經過改進的RFC—2，其能源為空氣和水，而具體的技術細節無人知曉。
於1938年，納粹黨衛軍介入飛碟研究，並開始引入噴氣發動機，目的是為檢驗碟形飛行器的空氣動力學特性；工程師製造出螺旋槳動力的圓形飛行器，因此積累大量測量數據。根據一些秘密記錄，納粹德國已於1939年製造出直徑將近20米的Haunebu—1，並於當年1939年9月首飛。
在1940年底，Haunebu-2用作偵察，而目擊Haunebu-2的報告接連不斷出現；據說它的直徑達到36米，高度約9至11米。1942年起，納粹德國工程師開始為Haunebu-2測試加裝武器；然而這項工作具備技術難度，高速自旋的飛行器對武器控制而言相當困難。
在1943年初，Haunebu-3已經具備了基本的戰鬥力，後來，「別隆采圓盤」就是碟形飛行器研究的重要成果，這架別隆采圓盤由德國的頂尖科學家研製的碟形飛行器已經具備了作戰武器的條件。
在第二次世界大戰將近結束時，希特勒至少已經擁有兩架可以使用的Haunebu飛碟。Haunebu飛行器，最高時速可超過1900公里，並能夠90度垂直轉向和垂直起飛，而納粹德國考慮為這種飛行器安裝反裝甲武器。

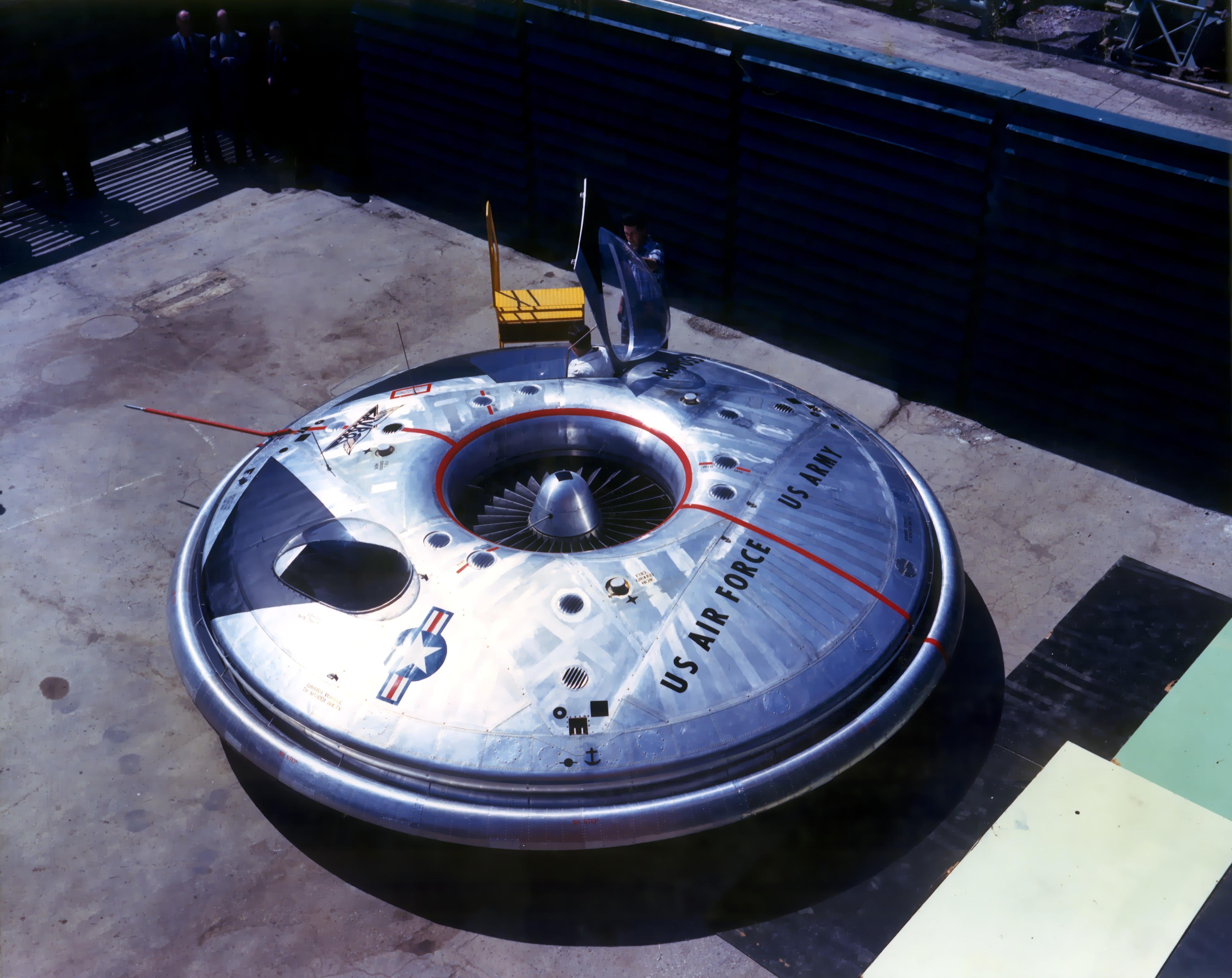
美國飛行車VZ-9 Avrocar的外型

第二次世界大戰結束後，美國軍方開始製造出各種碟形飛行器，例如綽號飛行薄餅的XF5U和V-173螺旋槳飛行器，該飛行器外型就如納粹德國的碟形飛行器；另有用渦扇發動機作為飛行動力的飛行車（VZ-9 Avrocar）。

## 仿造模型
2018年威望公司推出一款納粹飛碟科幻模型，是根據傳言已久的都市傳說打造，但這一作品於企劃過程中有所疏漏：模型說明書和盒子上的描述未強調這是空想作品，飛碟的性能和武裝等資料與真實存在的武器描寫類似，可能讓外界誤解納粹飛碟已獲證實在歷史上確實存在，使誤解的大眾可能因此高估納粹的科學水準和技術能力。
遭到德勒斯登軍事博物館（MHM）和德國兒童保護協會（DKSB）出面糾正後，威望隨後公布道歉聲明並收回重製產品。